# Sphecodes pellucidus
De Sphecodes pellucidus (tên tiếng Anh: schoffelbloedbij) là một loài Hymenoptera trong họ Halictidae. Loài này được Smith mô tả khoa học năm 1845.